# Vándorkő

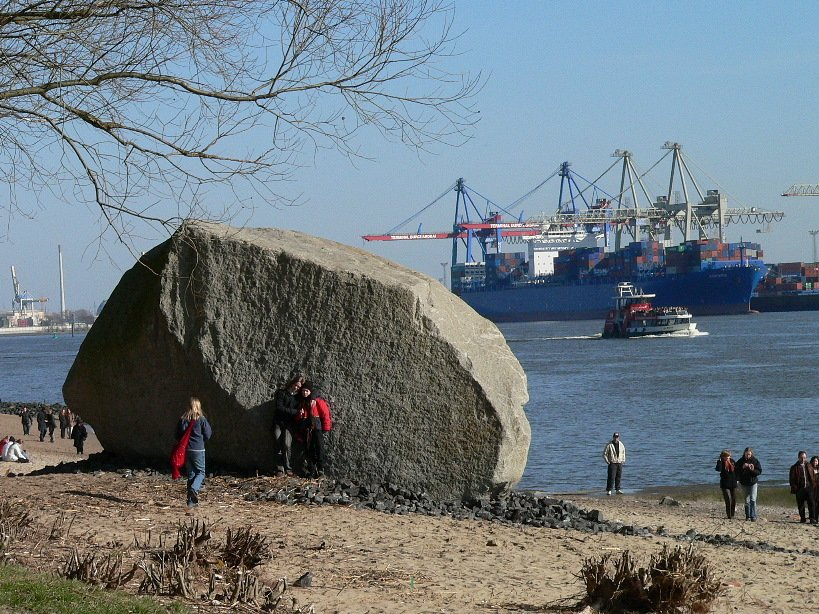
Vándorkő a hamburgi kikötőben

A vándorkövek magányosan fekvő, környezetüktől eltérő eredetű hatalmas sziklák, amelyeket a jégkorszaki óriásgleccserek szállítottak a mai helyükre. A vándorkő megegyezés szerinti legkisebb mérete 1 m³.

## A vándorkövek keletkezése
A jégárak csak igen rosszul osztályozott törmeléket szállítanak. A hatalmas tömegű gleccser a homokszemek mellett képes a nagyobb méretű sziklatömbök környezetükből való kiszakítására és szállítására is. A kőtömb két úton kerülhet a jég fogságába:
- A gleccser mozgási energiája mozdítja ki helyéről, majd a jégtömeg és a földfelszín határán sodorja maga alatt hosszú időn keresztül.
- A jégmezőből kiemelkedő csúcsokról omlások útján a gleccser felszínére jut, amely messze szállítja eredeti helyétől.

A vándorkövet a jég akár több száz kilométer távolságba is elszállíthatja. A kőtömb a gleccser olvadási zónájában előbb a jégtömeg belsejébe olvad, majd a gleccser elolvadása után magányos kőtömbként marad hátra. Ennek megfelelően a vándorkövek felszínén jégmarás nyomai látszanak.

## A vándorkövek tudománytörténeti jelentősége
A környezetüktől elütő tulajdonságot mutató óriási kőtömbök nemcsak a régi népmesék kitalálóinak, de a tudósok fantáziáját is megmozgatták. A mesékben a vándorkövek az óriások által eldobott sziklaként jelentek meg. A felvilágosodás utáni Európa már nem fogadta el a középkori meséket. A 18. században komoly tudományos problémát jelentett a vándorkövek eredetének vizsgálata. A kor geológusait mindenekelőtt az a probléma foglalkoztatta, hogy mi lehetett az a hatalmas erő, amely ezeket a látványosan nagy tömböket a származási helyüktől eltávolította. Ebben az időben a tudósok azt valószínűsítették, hogy a tömböket a bibliai özönvíz, vagy ahhoz hasonló katasztrófa sodorta mai helyzetükbe. 1787-ben vándorkövek vizsgálata során a svájci Bernhard Friedrich Kuhn és a skót James Hutton olyan következtetésre jutott, amely megváltoztatta a történelem előtti Európáról kialakult képet. A két geológus azt állította, hogy a köveket egy északi irányból előnyomuló gleccser szállíthatta a kontinentális Európába. A svájci Kunh felhívta a figyelmet arra, hogy az Alpok előterében is találhatók vándorkövek, pedig az alpesi csúcsokat ellepő víztömeg léte igen valószerűtlen. Az eljegesedések létezésének ma ismert elmélete végül Karl Friedrich Schimper német botanikus munkája nyomán öltött formát, aki az alpesi gleccserek környezetét vizsgálva jutott arra a következtetésre, hogy a vándorkövek egy általános eljegesedés nyomán jutottak mai helyzetükbe.

## Kultúrtörténeti jelentőségük
Közép-Európa északi régióiban a vándorkövek gyakran kultikus jelentőséggel bírtak. A nagyobb kövek körül gyakran találhatóak temetkezési helyek, a történelem előtti idők szertartásainak nyomai. A középkorban jóval profánabb célra hasznosították a vándorköveket. Nagy részüket feldarabolták és építkezéseken használták fel.

## Galéria

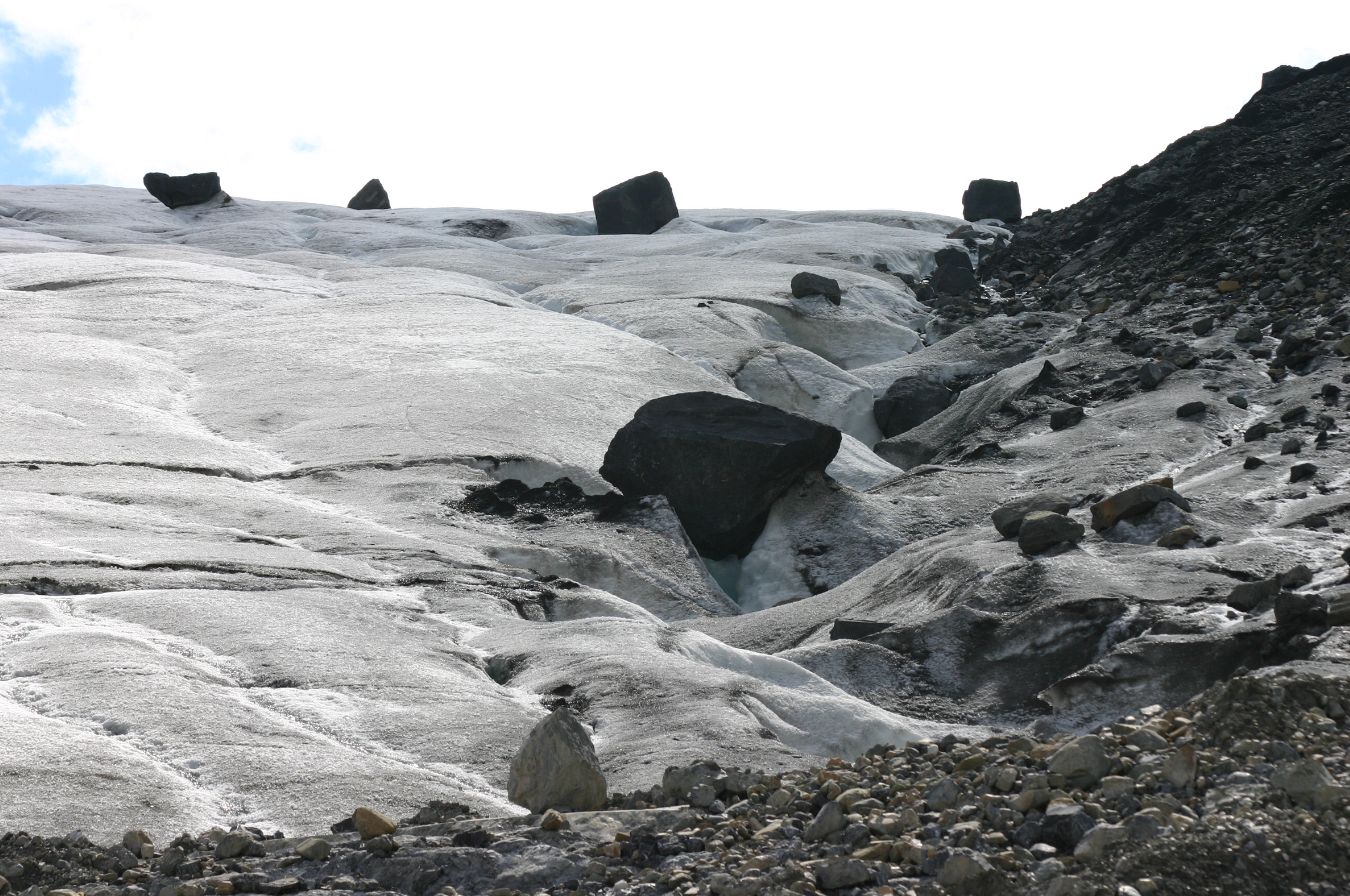
Vándorkövek egy kanadai gleccser felszínén
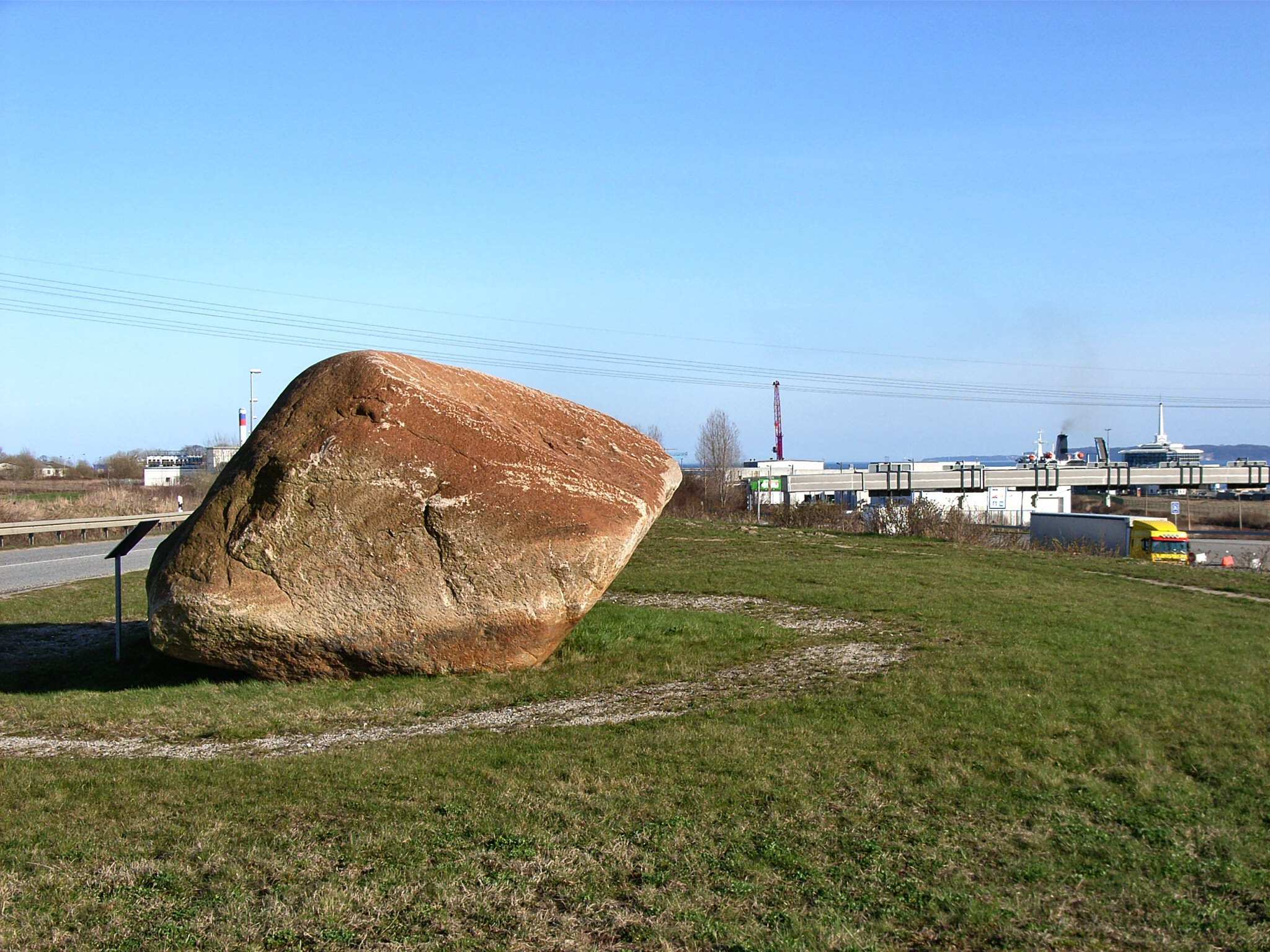
Jastor-kő, Rügen
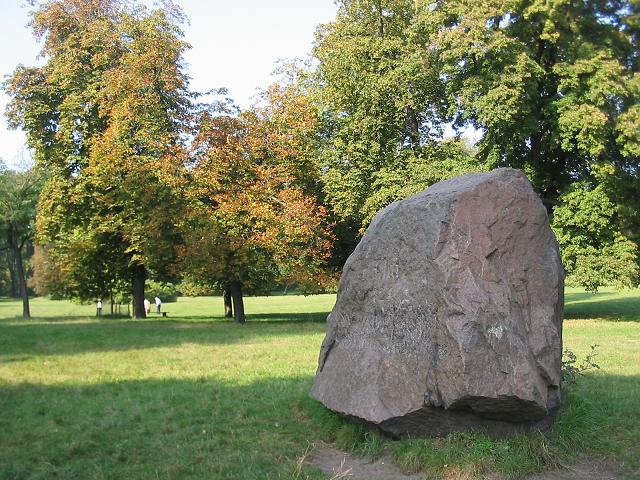
Vándorkő egy berlini parkban

## Fordítás
- Ez a szócikk részben vagy egészben  a   Findling című német Wikipédia-szócikk ezen változatának fordításán alapul.  Az eredeti cikk szerkesztőit annak laptörténete sorolja fel. Ez a jelzés csupán a megfogalmazás eredetét és a szerzői jogokat jelzi, nem szolgál a cikkben szereplő információk forrásmegjelöléseként.
- Ez a szócikk részben vagy egészben  a   Glacial erratic című angol Wikipédia-szócikk ezen változatának fordításán alapul.  Az eredeti cikk szerkesztőit annak laptörténete sorolja fel. Ez a jelzés csupán a megfogalmazás eredetét és a szerzői jogokat jelzi, nem szolgál a cikkben szereplő információk forrásmegjelöléseként.